# Nubiella
Nubiella is een geslacht van neteldieren uit de  familie van de Bougainvilliidae.

## Soorten
- Nubiella atentaculata Xua & Huang, 2004
- Nubiella claviformis Xu, Huang & Lin, 2009
- Nubiella crassocanalis Huang, Xu, Lin & Guo, 2012
- Nubiella globogona Wang, Guo & Xue, 2012
- Nubiella globosa Lin, Xu & Huang, 2012
- Nubiella intergona Xu, Huang & Lin, 2009
- Nubiella macrogastera Xu, Huang & Lin, 2009
- Nubiella macrogona Xu, Huang & Guo, 2009
- Nubiella medusifera Huang, Xu, Lin & Guo, 2012
- Nubiella mitra Bouillon, 1980
- Nubiella oralospinella Xu, Huang & Guo, 2009
- Nubiella papillaris Xu, Huang & Guo, 2009
- Nubiella paramitra Xu, Huang & Guo, 2007
- Nubiella sinica Huang, Xu, Liu & Chen, 2009
- Nubiella tubularia Xu, Huang & Guo, 2007